# Commutateur à autonomie d'acheminement
Pour les articles homonymes, voir CAA.
Le commutateur à autonomie d’acheminement ou centre à autonomie d’acheminement (CAA) est «un commutateur téléphonique capable d'analyser les signaux de numérotation qu'il reçoit et de choisir un circuit sortant pour acheminer un appel vers sa destination» dans une même zone géographique. 
De plus, le CAA constitue une partie de l’architecture organisée de façon hiérarchique du Réseau Téléphonique Commuté (RTC), appelée en anglais Switched Telephone Network (STN) qui a pour fonction de mettre en relation deux postes d’abonnés. Le CAA est situé au plus bas niveau des commutateurs qui équipent les réseaux téléphoniques.

## La commutation

### L'architecture hiérarchique du réseau
Les CAA peuvent accueillir différents types de communications. Le premier lorsque celui-ci concerne une communication entre deux abonnés du même CAA où le commutateur gère de manière autonome cette dernière. Dans le cas contraire, la communication passe par d’autres commutateurs n’étant pas raccordés à des usagers, nommés commutateurs de transit. 
Il en existe à ce jour trois types en France  :  

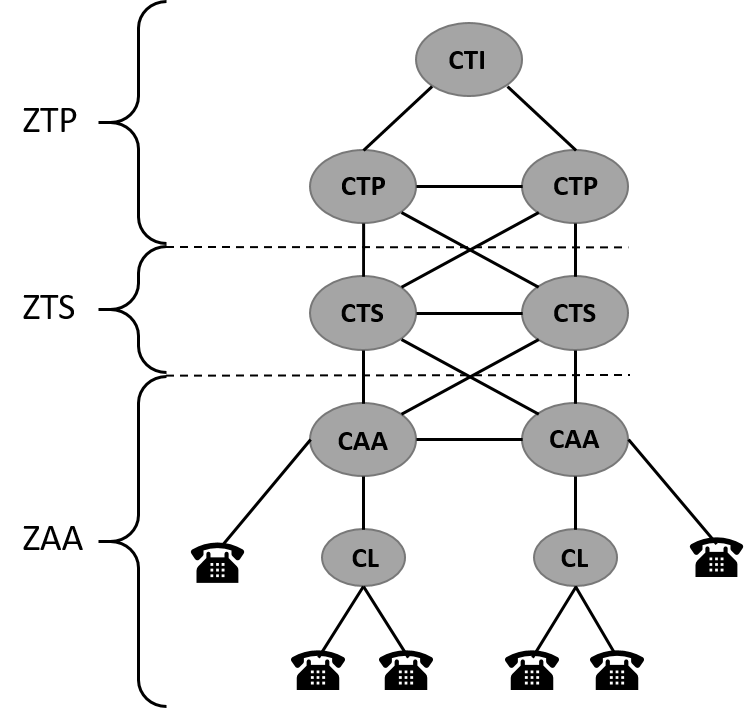
Architecture à trois niveaux du réseau téléphonique commuté.

- le commutateur de transit secondaire (CTS) où on définit une communication interurbaine ou régionale. Il relie donc tous les CAA de la même zone de transit secondaire (ZTS) ou transfert les communications au CTP lorsque ce n’est plus de son ressort[2].

- le commutateur de transit principal (CTP) qui relie tous les CTS de la même zone de transit principal (ZTP) et permet ainsi une communication nationale. Il en existe à ce jour 9 en France : Bordeaux, Nantes, Rouen, Paris, Lille, Nancy, Lyon, Toulouse, et Marseille[2].

- le commutateur de transit international (CTI) qui permet de relier des utilisateurs finaux qui n’ont pas le même réseau national.

Cela est rendu possible à l’aide de la connexité numérique par fibre optique multimode et monomode de tous les commutateurs. Cependant, quelques liaisons d’abonnées restent encore analogiques et sur support cuivre de type coaxial comme, celles pour les abonnés résidentiels. Cette architecture de réseau de liaison point à point crée des connexions entre nœuds  de manière dynamique.  
Ce système permet de garder la communication active et ainsi éviter de devoir recomposer le numéro dès que l’un des deux utilisateurs veut reprendre la parole. Cette liaison ne dure que le temps de la communication. Néanmoins, pour pouvoir identifier un usager à l’intérieur de n’importe quel réseau, il faut disposer de son numéro. Le plan de numérotage intervient à ce moment afin d’identifier chaque abonné dans le monde. 

### Le rôle d'un CAA

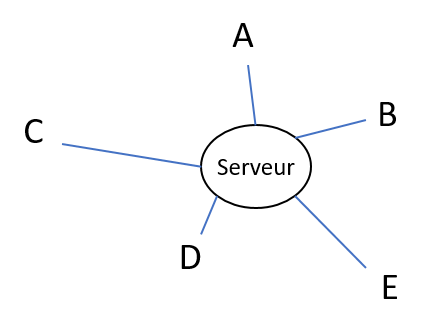
Réseau en étoile.

Les principales fonctions d’un CAA sont d’aiguiller les communications d'un abonné et d’établir une liaison temporaire, soit avec un autre commutateur, soit directement avec un autre abonné; c'est une commutation de circuits. Les CAA sont catégorisés dans les commutateurs d’abonnés c’est-à-dire que les lignes des utilisateurs finaux sont directement rattachées à ces derniers. En effet, les CAA desservent les commutateurs locaux (CL) qui sont de simples concentrateurs de lignes, sans autonomie d’acheminement, raccordant les utilisateurs finaux. Un CAA autorise jusqu’à 50 000 connexions, un CL quant à lui gère de 100 à 5000 abonnés (utilisateurs finaux) situés à moins de 10 km,. Les CAA et les CL forment la zone à autonomie d’acheminement (ZAA).  
Les CAA peuvent avoir différentes architectures de réseaux :
- En étoile : Cette architecture constituée d’un serveur central (ici le CAA) où tout message passe par celui-ci. La problématique sur ce type d’architecture est évidemment le serveur, qui pourrait ne pas capter tous les messages s’il n’a pas la puissance de communication nécessaire. Une panne même temporaire du serveur entraîne également une coupure des communications[5].

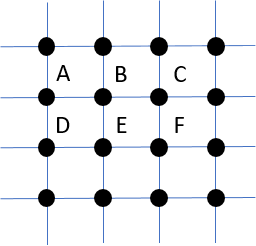
Réseau maillé.

- Maillée : Cette architecture présente un bon niveau de sécurisation car chaque liaison peut passer par différents chemins pour transmettre un message[5].

De plus, les réseaux de télécommunications sont comme les réseaux routiers, constitués d’artères principales où des voies secondaires de plus en plus petites permettant d’acheminer une connexion jusqu’aux utilisateurs. Ces voies secondaires sont appelées le réseau de desserte ou la boucle locale.
Néanmoins, le CAA permet également de taxer à distance l’abonné et de surveiller la communication. En effet, lorsque l’abonné 2 décroche son téléphone, le CAA 2 le détecte et établit une connexion entre le joncteur (il traite une partie de la signalisation et supervise les communications) réservée et la ligne d’abonné 2. Ensuite, il informe le CAA 1 que la communication a débuté : le CAA 1 débute donc la taxation. En France, la taxation s’effectue par comptage d’impulsions.
La communication peut être rompue par n’importe quel utilisateur (appelé ou appelant), cependant, le résultat ne sera pas le même. En effet, lorsque l’appelé (abonné 2) raccroche en premier la communication, le CAA 2 envoie une signalisation de raccroché vers le CAA 1 qui lance alors une temporisation. C’est-à-dire que la ligne est maintenue pour l’abonné 1 pendant une période de 2 à 4 secondes. Et si l’abonné 2 décroche avant l’expiration de cette période, la communication reprend. Si ce n’est pas le cas, la taxation prend fin et la connexion établie se libère ainsi que le joncteur utilisé. En revanche, lorsque c’est l’appelant qui raccroche en premier, la libération est immédiate.
Ainsi, pendant toute la durée de communication, le CAA va surveiller si l’un des deux utilisateurs va raccrocher ou si une quelconque défaillance coupe la communication en cours. Cette surveillance s’appelle la supervision.

### Le fonctionnement d'un CAA
Chez Free, il existe différents types de ZAA.
- La simple qui contient un seul CAA.
- La multiple qui contient plusieurs CAA.
- Et l’urbaine qui contient quant à elle plus de neuf CAA.

La signalisation des CAA au sein du réseau téléphonique fait référence à l’ensemble des informations échangées entre ceux-ci et les différents équipements du réseau. Ces informations sont acheminées sous forme de paquets de donnés à débit élevé. 
Ainsi, les CAA peuvent utiliser différents types de signalisations. De nos jours, il en existe une principale : la signalisation hors-bande (ou out of band) aussi appelée signalisation CCS (Common Channel Signaling) qui sont utilisées comme système de signalisation afin de transporter un message vers un autre commutateur (CL, CTP, CTI…) ou entre d’autres nœuds du réseau qu’il dessert. Mais ce message transporté par paquets de données à débit élevé ne prend pas le même canal que la conversation. Ce dernier utilisé pour l’échange d’information de signalisation s’appelle le canal sémaphore. Signalisation et conversation utilisent donc des chemins indépendants.  
Trois modèles différents de canaux sémaphores sont utilisés :
- La signalisation en mode associé où le canal sémaphore est parallèle au circuit de communication[9]. Les messages suivent donc le même chemin mais sur des canaux différents. Celui-ci n'est pas idéal. En effet, un canal sémaphore est nécessaire entre un Point Sémaphore (PS) donné et tous les autres PS.

- La signalisation en mode non associé où quant à lui, le message utilise un chemin différent de la communication[9]. Mais elle est très complexe, car les équipements échangent des messages sans chemin prédéfini. C’est-à-dire qu'un morceau d'un même message peut passer par un chemin différent du reste. Elle est très peu utilisée car ce modèle nécessite un grand nombre de nœuds intermédiaires : les Points de Transfert Sémaphores (PTS) qui sont utilisés afin de router les données de signalisation entre PS. Cela implique un délai d'échange de messages plus important.

- La signalisation en mode quasi-associé est semblable au mode non associé sauf que des chemins sont prédéfinis pour échanger des messages. En effet, un petit nombre (au minimum deux) de PTS est utilisé pour que le message arrive à sa destination. Le PTS sert de relais aux commutateurs 1 et 2 qui s'échange un message. Le réseau téléphonique commuté est principalement basé sur ce type de modèle car il minimise le temps nécessaire à l'acheminement d'un message.